# Niall Killoran
Niall Killoran (キローラン 菜入 Killoran Niall?), född 7 april 1992 i Tokyo prefektur, är en japansk fotbollsspelare.
Killoran började sin karriär 2011 i Tokyo Verdy. 2012 blev han utlånad till Giravanz Kitakyushu. Han gick tillbaka till Tokyo Verdy 2013. 2015 flyttade han till Matsumoto Yamaga FC. Efter Matsumoto Yamaga FC spelade han för Kagoshima United FC.